# 私学助成
私学助成（しがくじょせい）とは、国および地方公共団体が行う、私立の教育施設の設置者、および、私立の教育施設に通う在学者（在学者が未成年者である場合は保護者）に対する助成のことである。

## 概要
日本では1975年公布、翌年施行の私立学校振興助成法を根拠とする。日本国憲法89条の「公金その他の公の財産は、宗教上の組織若しくは団体の使用、便益若しくは維持のため、又は公の支配に属しない慈善、教育若しくは博愛の事業に対し、これを支出し、又はその利用に供してはならない。」をそのまま読むとに抵触するとされてきたが、「教育基本法、学校教育法および私立学校法」に定める教育施設に対しては、これが公の支配下に属するという憲法解釈の変更を1975年にしたことで以降は私立学校にも国や地方自治体から助成金の支給が行われている。なお構造改革特別区域法に定める、学校設置会社（株式会社）や、学校設置非営利法人（特定非営利活動法人）が設置する株式会社立大学や株式会社立学校に対しての助成は行われない。

## 沿革
第二次世界大戦前、私立学校に対する国からの監督統制は厳しかったものの、国からの助成はごくわずかであった。
戦後、私立学校に対する監督統制は緩められ、「私学の自主性」が重んじられた。また、日本国憲法89条との関係もあり、私学に対する助成は、「税制優遇や私立学校振興会を通じた施設費等に対する長期低利融資などが中心であり、補助金の交付は理科教育、産業教育、学校図書館、義務教育教科書など、国が振興を必要とする特定分野について例外的措置として行われただけ」で、「放任主義に近いもの」であった（下記文献参照）。
1970年代の初め、私学の急激な膨張が生じ、昭和45年度から私学の経常費に対する国庫補助が始められた。さらに1975年（昭和50年）には、国からの私学助成を拡充するため、私立学校法59条が改正され、私学振興助成法が制定された（施行は翌1976年）。これと同時に、所轄庁による私立学校に対する監督も強化された。しかし、1975年（昭和50年）の国会附帯決議での「経常費の2分の1を補助する」ことは実現せず、2015年度（平成27年度）において、補助割合は9.9％に過ぎない。

## 私学助成と憲法
日本国憲法89条は次のように定める。
第八十九条 　公金その他の公の財産は、宗教上の組織若しくは団体の使用、便益若しくは維持のため、又は公の支配に属しない慈善、教育若しくは博愛の事業に対し、これを支出し、又はその利用に供してはならない。
ここで、私立学校が国から受けている監督は「公の支配」にあたらないとすれば、私学助成は憲法89条後段に違反していることとなるとの考え方もある。そこで、その場合には、私学助成の合憲性が問題となる。下記は、私立中学という法人が、「公の支配」に当たるか否かに関する4つの学説を示したものであるが、「公の支配に属しない慈善、教育若しくは博愛の事業に対し、これを支出し、又はその利用に供してはならない」を、事業に対する助成と読み取り、「（事業に関する）公の支配」が適切に行われればたりるとする考え方もある。

### 学説
学説はまず、憲法89条後段の趣旨について4説に分けられる。
自主性確保説
公金を支出すれば公権力の介入も招くことから、私人が行う教育等の事業の自主性を確保するため、公金支出を制限した。
公費濫用防止説
私人が行う教育等の事業の営利的傾向や公権力に対する依存を排し、公費の濫用を防止するため、公金支出を制限した。
中立性確保説
同条前段の趣旨である政教分離を補完することにある。私人が行う教育等の事業は、特定の宗教的信念に基づくことが多いため、宗教や特定の思想信条が、公金支出によって教育等の事業に浸透するのを防止する。
- 公費濫用防止と中立性確保の折衷説

次に、「公の支配」の解釈に関しては、厳格説と緩和説、中間説の3説がある。
厳格説
「公の支配」とは、公権力が事業の予算を定め、執行を監督し、人事に関与するなど、事業の根本的方向に重大な影響を及ぼすことのできる権限を有していることをいう。
緩和説
「公の支配」とは、国又は地方公共団体による一定程度の監督が及ぶことをいう。
中間説
「公の支配」の解釈にあたっては憲法の他の条項と総合的解釈を行う。
自主性確保説は厳格説と結びつきやすい。厳格説にいうほど強度の「公の支配」が及ぶ事業であれば、もはや自主性は失われており、自主性確保の必要はないからである。他方、公費濫用防止説は、緩和説と結びつきやすい。公費の濫用を防止するためには、国又は地方公共団体による一定程度の監督が及んでいれば足りるからである。中立性確保説および折衷説は、厳格説または中間説のいずれかと結びつきやすい。
現状の私立学校法や学校教育法、私立学校振興助成法などに定める国の監督は、厳格説からは「公の支配」にあたらないと解され、緩和説からは「公の支配」にあたると解される。もっとも緩和説を安易に採用してしまうと、会社法の規制を受けている私企業さえも「公の支配」に属するという解釈をも可能にしてしまう危険性もある。また、中間説からは、憲法14条、23条、25条、26条などの条項、特に26条との総合的解釈を行い、「公の支配」にあたると解される。
したがって、89条後段の趣旨を、公費濫用防止や中立性確保、またはその折衷と考えれば、現状の教育基本法、私立学校法や学校教育法、私立学校振興助成法などに定める国の監督によって、私立学校は「公の支配」を受けていることとなり、私学助成は憲法に合憲ということになる。
一方、中間説にもあるように、補助金は憲法25条、26条の要請によるものであり、憲法89条とは無関係であるという見解もある。

### 政府見解
1949年（昭和24年）2月に出された法務庁法務調査意見長官見解では、「憲法第89条にいう『公の支配』に属しない事業とは、国または地方公共団体の機関がこれに対して決定的な支配力をもたない事業を意味」し、その事業の「構成、人事、内容および財務等について、公の機関から具体的に発言、指導、または検証されることなく事業者が自らこれを行うものをいう」としている。この基準によれば、私立学校は「公の支配に属しない教育の事業」にあたり、私学助成は憲法89条後段に反するようにも思われるが、政府の見解では、私立学校の事業は「公の支配」に属し、これに対する公費からの助成も憲法89条後段に反しないとしている。
1969年（昭和44年）7月1日、参議院文教委員会における文部省管理局長答弁
私立学校につきましては、設置とか、廃止とか、それから教職員の資格、教育内容等につきまして公の規制を設けております。また、私立学校の設置主体でございます学校法人につきましても、その設立、それから解散、役員、寄付行為の変更等につきまして認可を行なうというふうな規制が加えられております。それからさらに、ただいま御指摘のございました私立学校法第五十九条以下におきまして、国が助成をいたします場合の私立学校あるいは学校法人に対する規制をいたしておりまして、ただいまのところでは、私どものほうは、これだけの規制を行なっておればこれは公の支配に属しておるというふうに考えてよろしいんじゃないかということでまいっておるわけでございます。
もっとも、その解釈適用の苦しさも表明している。
1971年（昭和46年）3月3日、参議院予算委員会における内閣法制局長官答弁
憲法八十九条の問題は、確かに率直に言って実は弱る規定であります。・・・日本のような国において慈善、博愛、教育の問題について、国費が公の支配に属していないものには出せない。逆に言えば、公の支配に属させることによって国費が出せるというふうにも解される憲法の規定が、規定の真の精神がそこにあるかどうかはわかりませんけれども、実際の日本の国情に合わすようなことをするにはやはりそういう解釈もやむを得ないのではないかというようなふうに考えまして、いまの私立学校法あるいは学校教育法その他の規定には、そういう補助と監督の相関関係を規定したものがございます。まあ、そういうことで始末をしておるわけでありますけれども、国会でもそういう法律を御制定になっていただいておりますから、そういう解釈がいまや公定的に是認されていると思いますけれども、正直に憲法の規定に立ち返ってみますと、その辺はやや問題があるように思います。

## 国による私学助成制度
私立大学等経常費補助金
私立の大学・短期大学・高等専門学校の教育・研究条件の維持向上、および修学上の経済的負担の軽減に資するとともに、経営の健全性を高めるため、国が日本私立学校振興・共済事業団を通じて、私立大学等の教育・研究に係る経常的経費の2分の1以内の補助ができることを定めている（私立学校振興助成法4条）。
放送大学と沖縄科学技術大学院大学は例外として2分の1を超える額が助成されている。
私立高等学校経常費助成費等補助金
私立の大学・短期大学・高等専門学校以外の一条校の教育・研究条件の維持向上、および修学上の経済的負担の軽減に資するとともに、経営の健全性を高めるため、都道府県が行う私立学校等の経常費助成に対し、国がその一部を補助できることを定めている（私立学校振興助成法9条）。
また、国又は地方公共団体は、学校法人に対し、国会の議決又は地方議会の議決を経て、助成することもできる（私立学校振興助成法10条）。
この他にも私立学校教育研究装置等施設整備補助金、私立大学等研究設備整備費等補助金、私立学校施設高度化推進事業費補助金などがある。